# Paracosmus similis
Paracosmus similis är en tvåvingeart som beskrevs av Hall 1957. Paracosmus similis ingår i släktet Paracosmus och familjen svävflugor.
Artens utbredningsområde är Kalifornien. Inga underarter finns listade i Catalogue of Life.